# The Magic of Fellini
The Magic of Fellini è un documentario americano per la televisione del 2003 diretto da Carmen Piccini.

## Trama
Documentario di cinquantacinque minuti sulla vita e la carriera del regista italiano Federico Fellini. Sono presenti nuove interviste, girate per l'occasione, a Martin Scorsese, Woody Allen, Nino Manfredi, Dino De Laurentis e Anita Ekberg, oltre ad alcune clips dei suoi film più celebri e interviste che ha rilasciato durante la sua carriera.